# Sistem axiomatic
Un sistem axiomatic este format din:
- - termeni primitivi, cu care sunt construite, (după anumite reguli), formulele sistemului, numite și propoziții;
- - axiome;
- - reguli de deducție, cu ajutorul cărora se fac demonstrațiile; o demonstrație este un șir finit de formule, în care fiecare formulă este sau o axiomă, sau se obține din formulele precedente cu ajutorul regulilor de deducție, altfel spus prin implicație logică se structurează mulțimea propozițiilor deduse[1].

O formulă se numește teză sau teoremă, dacă există o demonstrație care se termină cu ea.
Sistemul axiomatic trebuie să fie consistent (necontradictoriu), (deci mulțimea tezelor să nu coincidă cu mulțimea formulelor).
Un sistem axiomatic poate fi:
- - complet sintactic;
- - complet semantic;
- - independent;
- - deductiv.